# Ilsea subgeminata
Ilsea subgeminata là một loài bướm đêm trong họ Erebidae.